# 真塩
『真塩』（ましお）はとんねるずの企画カセットテープ。1987年3月21日発売。

## 概要
カセットテープのみで発売されテレホンカードが付属されている。
収録内容はとんねるずのコント集。2万本限定。再発は2021年現在も無し。
見岳章が1986年の『歌謡曲』以来、とんねるず作品に参加した最後の作品。

## 収録内容
【A面】
1. 恐怖の1000本ノック
2. 大声一家
3. ポニー昼メロ劇場
4. ホールドアップ
5. 恐い話
6. 自白
7. くしゃみ
8. 真夜中の電話
9. スピーチ

【B面】
1. 寿司屋
2. 合言葉
3. ガソリンスタンド
4. コレクトコール
5. テクニック
6. ルシアンルーレット
7. Good morning
8. Good night
9. NG集

## クレジット
- 構成：秋元康
- 音楽：見岳章
- ナレーション：阿井喬子・石井みゆき(JOLF)
- デザイン：G. WORKS・HAYS